# Marc-Kevin Goellner
Marc-Kevin Goellner (* 22. September 1970 in Rio de Janeiro, Brasilien) ist ein ehemaliger deutscher Tennisspieler.

## Leben
Goellner wuchs in Brasilien als Sohn eines Diplomaten auf und wurde erst mit 16 Jahren in Deutschland wohnhaft. Zunächst lebte er mit seinen Eltern in Bonn und spielte beim HTC Schwarz-Weiss Bonn Tennis. Der Familienname seiner Eltern ist Göllner. Da den brasilianischen Behörden Umlaute unbekannt sind, wurde sein Nachname mit oe statt mit ö in die Geburtsurkunde eingetragen. Marc-Kevin Goellner ist verheiratet und hat zwei Kinder. 1995 sagte er sich öffentlich von seinen Eltern los und warf ihnen vor, ihm schaden zu wollen. Goellners Eltern, die zu diesem Zeitpunkt keinen Kontakt mehr zu ihrem Sohn pflegten, hatten dessen Verhältnis zu seinem Trainer, Berater und Manager Andreas Maurer mit einer sektenähnliche Abhängigkeit verglichen. Goellner hatte im August 1993 geäußert, Maurer sei „der beste Trainer der Welt für mich“. Beim Deutschen Tennis-Bund stieß Goellner auf Unverständnis, als er 1993 forderte, Trainer Maurer sowie seine beiden Physiotherapeutinnen zu einem Spiel im Davis Cup mitbringen zu dürfen.

## Tenniskarriere
Im Jahr 1993 gewann er in Nizza sein erstes Turnier im Einzel, mit David Prinosil erreichte er das Finale der French Open im Doppel. Im gleichen Jahr gewann er mit der deutschen Mannschaft den Davis Cup und kletterte um über 400 Plätze in der Weltrangliste. 1996 gewann er zusammen mit seinem Doppelpartner Prinosil die Bronzemedaille bei den Olympischen Spielen in Atlanta. Für den Gewinn der Bronzemedaille bei den Olympischen Spielen in Atlanta wurde er – wie alle anderen deutschen Medaillengewinner – vom Bundespräsidenten mit dem Silbernen Lorbeerblatt ausgezeichnet.
Insgesamt gewann Goellner zwei Einzel- und vier Doppeltitel. Seine höchste Position in der Tennis-Weltrangliste war Platz 26 im Einzel und Platz 25 im Doppel. Sein Markenzeichen war die verkehrt herum aufgesetzte Baseball-Kappe.
Ab dem Jahr 2004 betrieb Goellner zusammen mit seinem Trainer Andreas Maurer in Köln eine eigene Tennisakademie, die New Tennis Generation (NTG). Dort bot er professionelles Training und Unterstützung auf dem Weg zum Tennisprofi an. Seit 2009 betreibt er seine eigene Tennisakademie, die MKG Tennis-Akademie in Köln.
Seit Anfang 2015 spielt Goellner bei den Herren 40 (1. Verbandsliga) im Verein TTC Brauweiler.

## Erfolge
| Legende (Anzahl der Siege)                            |
| Grand Slam                                            |
| Tennis Masters Cup                                    |
| ATP Masters Series                                    |
| ATP Championship Series ATP International Series Gold |
| ATP World Series ATP International Series (6)         |
| ATP Challenger Series (6)                             |

| ATP-Titel nach Belag |
| Hartplatz (2)        |
| Sand (3)             |
| Rasen                |
| Teppich (1)          |

### Einzel

#### Turniersiege

##### ATP Tour
| Nr. | Datum              | Turnier  | Belag | Finalgegner   | Ergebnis      |
| --- | ------------------ | -------- | ----- | ------------- | ------------- |
| 1.  | 12. April 1993     | Nizza    | Sand  | Ivan Lendl    | 1:6, 6:4, 6:2 |
| 2.  | 30. September 1996 | Marbella | Sand  | Àlex Corretja | 7:64, 7:62    |

##### Challenger Tour
| Nr. | Datum           | Turnier   | Belag     | Finalgegner      | Ergebnis        |
| --- | --------------- | --------- | --------- | ---------------- | --------------- |
| 1.  | 17. Mai 1992    | Antwerpen | Sand      | Massimo Ardinghi | 4:6, 6:3, 7:5   |
| 2.  | 21. Juni 1992   | Halle     | Sand      | Thomas Enqvist   | 6:3, 2:6, 7:6   |
| 3.  | 17. August 2003 | Buxoro    | Hartplatz | Marcos Baghdatis | 7:5, 6:72, 7:64 |

#### Finalteilnahmen
| Nr. | Datum              | Turnier     | Belag | Finalgegner  | Ergebnis       |
| --- | ------------------ | ----------- | ----- | ------------ | -------------- |
| 1.  | 15. September 1996 | Bournemouth | Sand  | Albert Costa | 7:65, 2:6, 2:6 |

### Doppel

#### Turniersiege

##### ATP Tour
| Nr. | Datum             | Turnier     | Belag     | Partner         | Finalgegner                      | Ergebnis      |
| --- | ----------------- | ----------- | --------- | --------------- | -------------------------------- | ------------- |
| 1.  | 24. Februar 1992  | Rotterdam   | Teppich   | David Prinosil  | Paul Haarhuis Mark Koevermans    | 6:2, 6:7, 7:6 |
| 2.  | 23. August 1993   | Long Island | Hartplatz | David Prinosil  | Arnaud Boetsch Olivier Delaître  | 6:7, 7:5, 6:2 |
| 3.  | 9. September 1996 | Bournemouth | Sand      | Greg Rusedski   | Rodolphe Gilbert Nuno Marques    | 6:3, 7:6      |
| 4.  | 3. November 1997  | Stockholm   | Hartplatz | Richey Reneberg | Ellis Ferreira Patrick Galbraith | 6:3, 3:6, 7:6 |

##### Challenger Tour
| Nr. | Datum            | Turnier    | Belag | Partner          | Finalgegner                       | Ergebnis       |
| --- | ---------------- | ---------- | ----- | ---------------- | --------------------------------- | -------------- |
| 1.  | 13. Oktober 1991 | Casablanca | Sand  | Bertrand Madsen  | Tarik Benhabiles Gustavo Garetto  | 6:0, 6:2       |
| 2.  | 14. Juni 1992    | Köln       | Sand  | Bernd Karbacher  | Brian Devening Murphy Jensen      | 6:4, 6:7, 6:1  |
| 3.  | 4. Juli 2004     | Montauban  | Sand  | Álex López Morón | Brian Dabul Ignacio González King | 6:3, 5:7, 7:63 |

#### Finalteilnahmen
| Nr. | Datum              | Turnier      | Belag         | Partner               | Finalgegner                            | Ergebnis        |
| --- | ------------------ | ------------ | ------------- | --------------------- | -------------------------------------- | --------------- |
| 1.  | 6. Juni 1993       | French Open  | Sand          | David Prinosil        | Luke Jensen Murphy Jensen              | 4:6, 7:6, 4:6   |
| 2.  | 20. Juni 1993      | Halle (1)    | Rasen         | Mike Bauer            | Petr Korda Cyril Suk                   | 6:7, 7:5, 3:6   |
| 3.  | 5. März 1995       | Mexiko-Stadt | Sand          | Diego Nargiso         | Javier Frana Leonardo Lavalle          | 5:7, 3:6        |
| 4.  | 9. April 1995      | Estoril      | Sand          | Diego Nargiso         | Jewgeni Kafelnikow Andrei Olchowski    | 7:5, 5:7, 2:6   |
| 5.  | 12. Oktober 1997   | Wien         | Teppich (i)   | David Prinosil        | Ellis Ferreira Patrick Galbraith       | 3:6, 4:6        |
| 6.  | 14. Juni 1998      | Halle (2)    | Rasen         | John-Laffnie de Jager | Ellis Ferreira Rick Leach              | 6:4, 4:6, 6:7   |
| 7.  | 7. März 1999       | Kopenhagen   | Hartplatz (i) | David Prinosil        | Andrei Olchowski Maks Mirny            | 7:6, 6:7, 1:6   |
| 8.  | 13. Juni 1999      | Meran        | Sand          | Eric Taino            | Lucas Arnold Ker Jaime Oncins          | 4:6, 6:7        |
| 9.  | 3. Oktober 1999    | Bukarest (1) | Sand          | Francisco Montana     | Lucas Arnold Ker Martín Alberto García | 3:6, 6:2, 3:6   |
| 10. | 1. Oktober 2000    | Palermo      | Sand          | Pablo Albano          | Tomás Carbonell Martín Alberto García  | kampflos        |
| 11. | 16. September 2001 | Bukarest (2) | Sand          | Pablo Albano          | Aleksandar Kitinov Johan Landsberg     | 4:6, 7:65, 6:10 |

## Grand-Slam-Resultate Einzel
Angegeben ist immer die erreichte Runde
| Turnier         | 2004 | 2003 | 2002 | 2001 | 2000 | 1999 | 1998 | 1997 | 1996 | 1995 | 1994 | 1993 | 1992 | 1991 | Karriere |
| --------------- | ---- | ---- | ---- | ---- | ---- | ---- | ---- | ---- | ---- | ---- | ---- | ---- | ---- | ---- | -------- |
| Australian Open | -    | -    | -    | -    | -    | -    | 1    | 2    | 1    | 1    | -    | 2    | -    | -    | 2        |
| French Open     | -    | -    | -    | 1    | -    | -    | 2    | 1    | 1    | 2    | 1    | AF   | -    | -    | AF       |
| Wimbledon       | -    | -    | -    | -    | -    | -    | 2    | 1    | 1    | 2    | 1    | 1    | -    | -    | 2        |
| US Open         | -    | -    | -    | -    | -    | -    | 1    | 1    | -    | 2    | 3    | 3    | 2    | -    | 3        |

## Grand-Slam-Resultate Doppel
Angegeben ist immer die erreichte Runde
| Turnier         | 2004 | 2003 | 2002 | 2001 | 2000 | 1999 | 1998 | 1997 | 1996 | 1995 | 1994 | 1993 | 1992 | 1991 | Karriere |
| --------------- | ---- | ---- | ---- | ---- | ---- | ---- | ---- | ---- | ---- | ---- | ---- | ---- | ---- | ---- | -------- |
| Australian Open | -    | -    | -    | -    | -    | 2    | 3    | 2    | 3    | 2    | -    | 1    | -    | -    | 3        |
| French Open     | -    | -    | -    | 1    | 1    | -    | 3    | -    | 1    | 1    | 2    | F    | 1    | -    | F        |
| Wimbledon       | -    | -    | 1    | 2    | 2    | 1    | 2    | 1    | 3    | HF   | HF   | -    | -    | -    | HF       |
| US Open         | -    | -    | -    | 1    | 1    | 3    | 1    | -    | -    | -    | -    | 2    | -    | -    | 3        |